# Betta aurigans
Betta aurigans — тропічний прісноводний вид риб з родини осфронемових (Osphronemidae), підродина макроподових (Macropodusinae). Ендемік островів Натуна в Південнокитайському морі.
Видова назва aurigans («блищить золотом») латинського походження, стосується золотавого лиску на тілі та череві в цих риб.
Betta aurigans належить до групи видів B. akarensis. Іншими членами групи є B. akarensis з північного й центрального Сараваку (Малайзія) та Брунею, B. balunga із Сабаху (район Тавау) в Малайзії та провінції Східний Калімантан в Індонезії, B. chini із Сабаху (район Бофорт, англ. Beaufort), B. pinguis із Західного Калімантану (річка Капуас, Індонезія), B. ibanorum з південного Сараваку, B. obscura з Центрального Калімантану (річка Барито, Індонезія).

## Опис
Максимальний відомий розмір — 72,5 мм стандартної (без хвостового плавця) довжини, загальна довжина становить 144,4-154,6 % стандартної. Тіло невисоке (25,2–27,4 % стандартної довжини), трохи приземкувате. Голова відносно загострена, її довжина становить 31,3-33,4 % стандартної довжини. Очі великі, діаметр орбіт становить 23,3-26,0 % довжини голови. Великі самці мають чіткий горбик на голові, відразу за оком. Висота хвостового стебла становить 18,1-20,2 % стандартної довжини.
В анальному плавці 0-2 твердих і 27-30 м'яких променів (всього 29-30), довжина його основи становить 55,4-58,1 %, а преанальна (до початку плавця) довжина — 43,0-46,5 % стандартної. Розташовані ближче до краю промені анального плавця видовжені й загострені, майже досягають кінця хвостового плавця. Хвостовий плавець округлий, має 12 променів, центральні його промені витягнуті до гостряка. Грудні плавці округлі, мають по 14-15 променів. Черевні плавці довгі (31,9-47,2 %, стандартної довжини), ниткоподібні, сягають 12-го променя анального плавця, мають по 1 твердому і по 5 м'яких променів.
33-33½ бічні луски.
Основне забарвлення коричневе, на спині темніше, черево кремове. Зяброві кришки зеленкувато-золотаві або коричневі. Через око проходить горизонтальна чорна смужка, а саме око світло-коричневе. В зрілих самців на боках та череві присутній золотавий лиск, але на зябрових кришках лиску немає. Анальний плавець біля основи темно-коричневий, середина його світліша, а знизу проходить тонка чорна облямівка. Черевні плавці жовтувато-коричневі, нитка — біла. На міжпроменевих мембранах спинного плавця присутні до 20, а хвостового — до 24 чорних смужок.
Самки мають менше лиску в забарвленні, поперечні смуги на хвостовому плавці в них відсутні. Молодь має чітку чорну поздовжню смужку посередині тіла та чорну цятку на хвостовому стеблі.

## Поширення
Вид походить з архіпелагу Натуна. Всі відомі зразки Betta aurigans були зловлені на острові Натуна-Бесар (індонез. Pulau Natuna Besar, колишня назва Бунгуран), найбільшому в цій групі островів. Населяє територію площею близько 4 км².
Вид був виявлений у ході експедиції на індонезійські острови в Південнокитайському морі, організованої 2002 року Національним університетом Сінгапуру та Індонезійським інститутом наук (індонез. Lembaga Ilmu Pengatahuan Indonesia) для документування біорізноманіття Південнокитайського моря навколо островів Анамбас і Натуна. В ході експедиції було виявлено, що іхтіофауна островів Анамбас виявляє спорідненість з Малайським півостровом, а островів Натуна — з островом Калімантан. Зокрема, на острові Калімантан мешкають всі родичі Betta aurigans — члени групи видів B. akarensis.
Betta aurigans зустрічається в зоні залягання верхового торфу серед болотних лісів, зазвичай в чорноводних ставках і струмках, де тримається серед коріння та шару затопленого опалого листя. Поточні тенденції чисельності популяції виду та загрози його існуванню невідомі.
До синтопичних (живуть в одних водоймах) видів належать: Cyclocheilichthys apogon, Puntius hexazona, Rasbora bunguranensis, R. einthovenii, R. gracilis, R. pauciperforata, Homaloptera nebulosa, Silurichthys marmoratus, Clarias leiacanthus, Dermogenys collettei, Hemirhamphodon pogonognathus, Nandus nebulosus, Butis gymnopomus, Eleotris melanosoma, Brachygobius doriae, Eugnathogobius siamensis, Gobiopterus chuno, Luciocephalus pulcher і Macrognathus maculatus.